# Sale San Giovanni
Sale San Giovanni (Sale San Gioann in piemontese, Sare San Gioann o più semplicemente Sare in monregalese) è un comune italiano di 146 abitanti della provincia di Cuneo in Piemonte, a 9 km ad est di Ceva.

## Geografia fisica

### Territorio
Sale San Giovanni si trova su un territorio collinare, ad un'altezza di 615 m s.l.m.
È classificato nella zona sismica 4 (zona non a rischio sisma).

### Clima
Il comune è stato inserito nella zona climatica F ed ha un fabbisogno termico di 3078 gradi giorno. La normativa attuale non pone limiti all'accensione degli impianti di riscaldamento.

## Origini del nome
L'intero territorio dei due comuni di Sale delle Langhe e Sale San Giovanni è noto alla storia con il nome di Sale o Sale delle Langhe fino al 2 marzo 1948, quando le rivalità fra gli abitanti della frazione Bricco e quelli della Valle, l'attuale Sale delle Langhe, culminarono con il decreto che portò alla scissione del primo con la costituzione del comune di Sale San Giovanni.
Sull'origine del toponimo Sale esistono due ipotesi: la prima riporta al nome di antichi abitatori della zona, i Salii, Sallui o Salluvi, mentre l'altra si rifà ad un antico vocabolo stante ad indicare grotta, stanza, sala o villaggio.
La seconda parte del nome è legata al culto di san Giovanni Battista, al quale venne dedicata la pieve costruita attorno all'anno 1000.

## Storia
Il territorio di Sale sembra sia stato abitato già in epoca romana, come testimoniato dal ritrovamento di una lapide databile fra il I ed il II secolo.
Verso l'anno 890 il territorio di Sale, come l'intera regione limitrofa, subì le incursioni saracene.
Per i primi documenti scritti giunti fino ad oggi si devono attendere gli anni a cavallo del 1000, dove vien citato negli atti di donazione di Ottone III a favore del vescovo Bernardo. Nello stesso periodo venne anche edificata la prima pieve di san Giovanni Battista e la cappella di sant'Anastasia, oggi nota come cappella di Sant'Anna.
Attorno al 1135 il territorio di Sale entrò nei domini del Marchesato di Ceva, il quale concesse gli Statuti alla comunità nel 1330, con Guglielmo V. Questi statuti vennero poi rivisti e confermati decenni dopo da Cossano Doria. Nel 1380 la zona della pieve, detta Villa, divenne sede del capoluogo in quanto garantiva una migliore difesa.
Nel 1531 il territorio di Sale passa sotto i domini di Casa Savoia per volere dell'imperatore Carlo V.
Nel 1601 il marchese Alberto di Ceva, fattosi cappuccino, donò il castello di Sale San Giovanni al Santuario di Vicoforte, che lo vendette a sua volta al Gerolamo Germonio nel 1605. Passato nel 1684 alla famiglia Incisa-Germonio, restò in loro possesso fino al 1954, quando venne venduto all'ospizio di carità di Fossano. Nel 1992 e nel 2003 vi sono stati gli ultimi due passaggi di proprietà.
Il 16 aprile 1796 Sale subisce l'arrivo delle truppe napoleoniche con i relativi saccheggi e soprusi. A questa tragedia, seguirono anche calamità atmosiferiche che misero a dura prova gli abitanti della zona.
Riguardo alla popolazione locale, prevalentemente dedita all'agricoltura e lambita marginalmente dalle vicende dei signori del posto, sono da sottolineare le tragiche pestilenze del XIV secolo, del XVII secolo (durante la quale vennero date alle fiamme tutte le abitazioni della zona della pieve nel tentativo di fermare il contagio) e l'ultima all'inizio del XX secolo.
Sale San Giovanni divenne comune autonomo solo nel 1948, quando venne distaccato da Sale Langhe di cui era frazione con il nome di Bricco.

### Simboli
Lo stemma e il gonfalone di Sale San Giovanni sono stati concessi con decreto del presidente della Repubblica del 2 marzo 2007.
Stemma
Si tratta di un'arma alludente: le montagne presenti nello stemma rappresentano la natura del territorio comunale, la chiesa è l'antica pieve di San Giovanni Battista che dà il nome al Comune, le tre stelle d'oro a cinque punte simboleggiano le tre famiglie marchionali che detenevano il potere sul territorio.
Gonfalone

## Monumenti e luoghi d'interesse

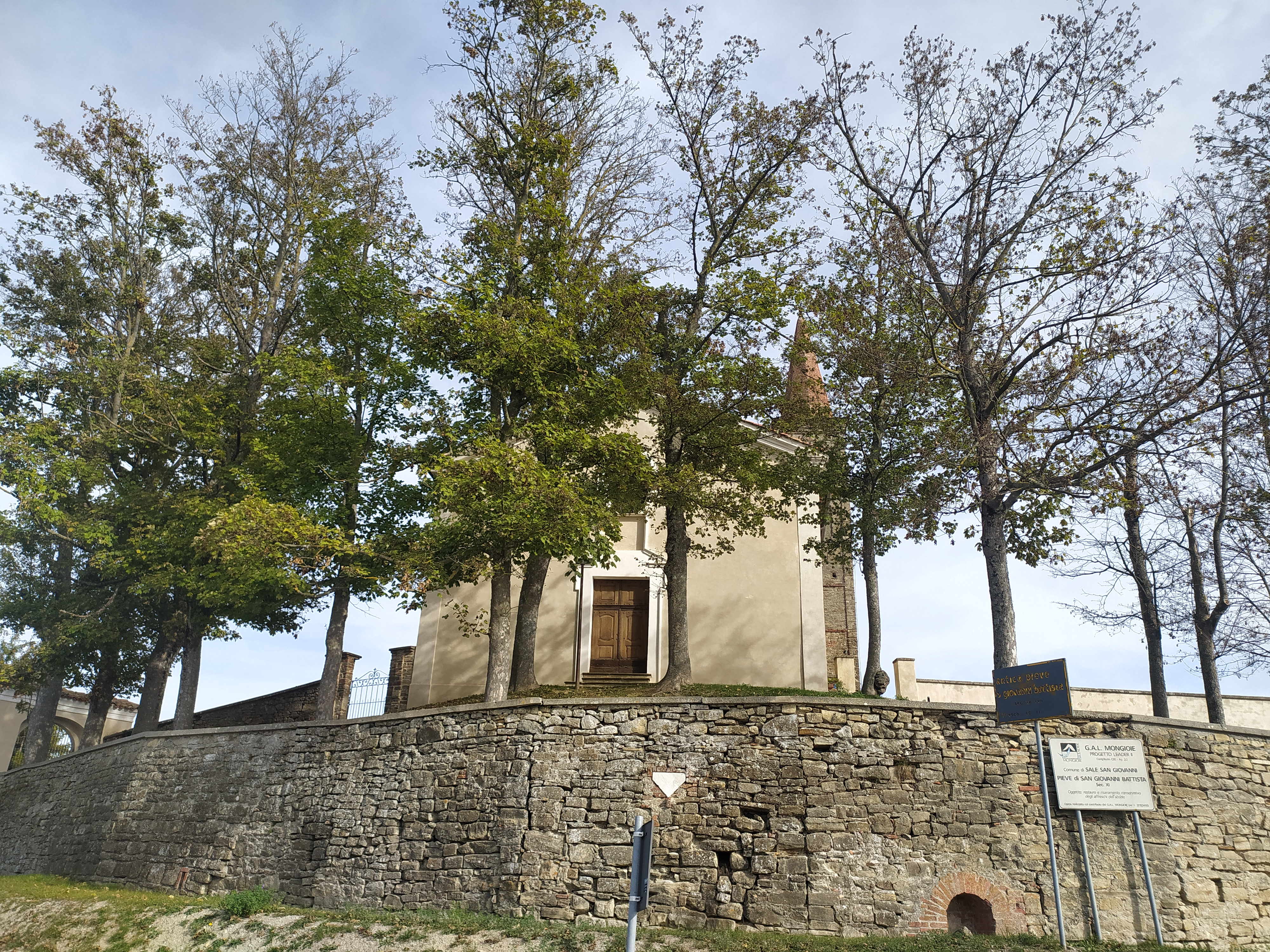
Pieve di San Giovanni

- Pieve di San Giovanni: sede parrocchiale fino al 1380, oggi è la chiesa del cimitero. Il primo nucleo risale al 1000, in stile romanico lombardo. Nel XVII secolo venne costruito un tetto unico e vennero sopraelevati i muri laterali. È decorata con affreschi che vanno dal XIV al XVII secolo, fra i quali spicca un grande dipinto del XIII o XIV secolo scoperto nel 2000 dietro l'altare centrale
- Cappella di Sant'Anastasia: nota come cappella di Sant'Anna, venne edificata nello stesso periodo della pieve dai padri Benedettini. Vi è conservato un grande affresco del 1493
- Cappella di San Sebastiano: risalente al XV secolo, venne costruita come ringraziamento per la fine delle pestilenza del 1350. Nel 2000 vi sono stati rinvenuti alcuni affreschi danneggiati dalle opere di restauro avvenute tempi addietro[16]
- Chiesa dell'annunciazione di Maria Santissima: nota anche come chiesa dei disciplinanti o dei battuti, venne ricostruita nel XVI secolo
- Parrocchiale di San Giovanni: costruita nel 1786 sulla precedente chiesa di San Siro, è di dimensioni cospicue. Interamente affrescata, è dotata di un organo a canne monumentale del XIX secolo
- Castello dei marchesi di Incisa Camerana: edificato intorno all'XI-XII secolo, è sito sulla sommità di un poggio difeso su tre lati da dirupi. All'esterno è dotato di mura e di un parco, mentre all'interno è presente una scala monumentale che conduce al grande salone degli Alerami dove dodici affreschi raffigurano le gesta di Aleramo, marchese del Monferrato. L'odierna sistemazione dello stabile è da attribuirsi al marchese Gaetano Incisa di Camerana nel decennio 1820-1830.

## Società

### Evoluzione demografica
Negli ultimi cento anni, a partire dal 1921, la popolazione residente si è ridotta di due terzi.
Abitanti censiti

## Economia

### Le erbe officinali

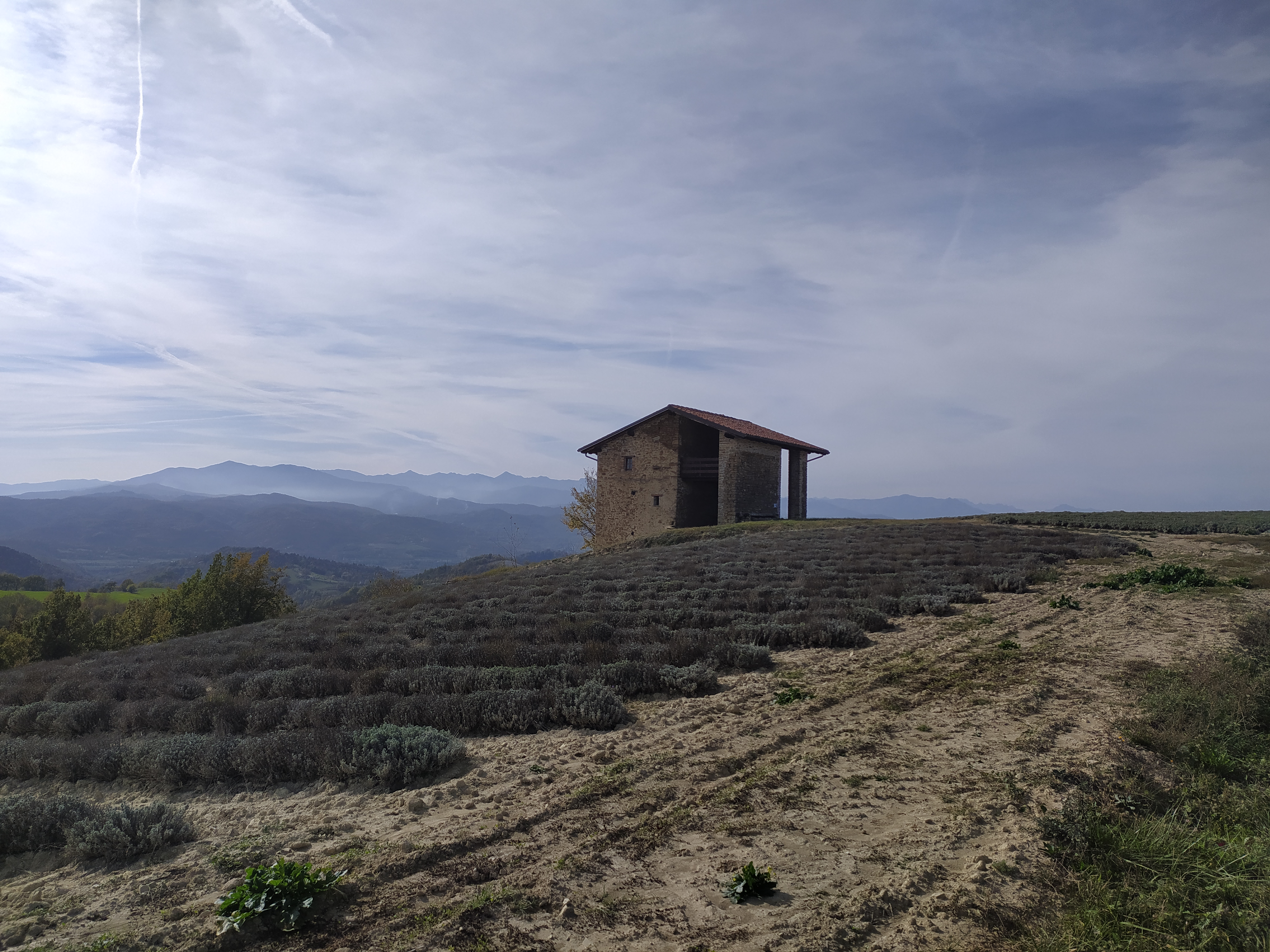
Erbe officinali vicino a Sale San Giovanni

Negli ultimi quindici-venti anni, il paese ha saputo reinventarsi una vocazione alla coltivazione ed alla cura delle erbe officinali quali lavanda, timo, finocchio selvatico, salvia, camomilla e coriandolo.

Tali coltivazioni diventano anche una importante attrattiva turistica, specialmente nel periodo da metà giugno a fine luglio, con viste e colori spettacolari sulle zone collinari circostanti l'abitato e definizione di percorsi pedonali e sentieri attrezzati. 

## Amministrazione
| Periodo        | Periodo        | Primo cittadino     | Partito                         | Carica  | Note |
| -------------- | -------------- | ------------------- | ------------------------------- | ------- | ---- |
| 10 luglio 1985 | 31 maggio 1990 | Franco Accamo       | Lista civica                    | Sindaco |      |
| 31 maggio 1990 | 24 aprile 1995 | Franco Accamo       | Indipendente                    | Sindaco |      |
| 24 aprile 1995 | 14 giugno 1999 | Luigi Germone       | Lista civica di centro-sinistra | Sindaco |      |
| 14 giugno 1999 | 14 giugno 2004 | Luigi Germone       | Lista civica                    | Sindaco |      |
| 14 giugno 2004 | 8 giugno 2009  | Luigi Carlo Filippi | Lista civica                    | Sindaco |      |
| 8 giugno 2009  | 26 maggio 2014 | Luigi Carlo Filippi | Lista civica                    | Sindaco |      |
| 26 maggio 2014 | in carica      | Constantino Germone | Lista civica                    | Sindaco |      |

Dati del Ministero dell'Interno.

### Altre informazioni amministrative
Il comune faceva parte della comunità montana Alto Tanaro Cebano Monregalese.